# Scévole de Sainte-Marthe (1571-1650)
Pour les articles homonymes, voir Scévole de Sainte-Marthe.
Scévole de Sainte-Marthe, né le 20 décembre 1571 à Loudun et mort le 7 septembre 1650 dans la même ville, est un historien français.

## Biographie
Jumeau de Louis, Scévole de Sainte-Marthe fit avec son frère ses humanités à l'université de Poitiers, puis ils étudièrent la jurisprudence à Angers. Le président de Thou leur ouvrit sa riche bibliothèque pour que les deux jeunes gens participent au projet de sa grande histoire. Ils entreprirent l'Histoire généalogique de la Maison de France qui connut un grand succès. André Duchesne et Christophe Justel leur avaient fourni un grand nombre de mémoires.

## Publications
- Histoire généalogique de la Maison de France
- Histoire généalogique de la maison de La Trémoïlle. Justifiées par chartes d'églises, arrêts du parlement, titres du trésor des chartes (avec la collaboration de Louis de Sainte-Marthe, son frère jumeau). Paris, Simeon Piget, 1668. C'est d'après le manuscrit des deux jumeaux que Pierre-Scévole de Sainte-Marthe, de la génération suivante, donna ce livre.

## Sources
- Jean-François Dreux du Radier, Histoire Littéraire du Poitou, t. II, p. 427